# Би Ти Ес
Бангтан Бойс (хангъл: 방탄소년단; ханча: 防彈少年團; Бантан Соньондан), известна като Би Ти Ес (BTS, от Beyond the Scene и Bulletproof Boy Scouts), е южнокорейска момчешка група, формирана от Big Hit Entertainment, която дебютира на 13 юни 2013 година.
BTS правят своя дебют на 13 юни 2013 г. със сингъл албума „2 Cool 4 Skool“, който се класира на пета позиция в националната класация Гаон. През септември същата година групата издава и първия си миниалбум „O!RUL8,2?“. През 2014 г., Бангтан издават първия си студиен албум „Dark & Wild“, който дебютира на трето място в Гаон и им носи наградата за най-добър албум на 29-те награди „Golden Disk“.
През 2015 г., Би Ти Ес започват с издаването на трилогията „The Most Beautiful Moment in Life“. Първата част, издадена през април, съдържа сингъла „I Need U“, който се класира на пето място Гаон, ставайки първата песен на групата, влязла в топ 10 в Корея. Третата част озаглавена – „Young Forever“ реализира заглавните песни – FIRE, SAVE ME и Young Forever.
През октомври 2016 г. новоиздаденият албум „Wings“ се класира на първо място в повече от 27 страни в iTunes и дебютира на 26 място в Billboard 200, като става най-високо класираният албум на корейски артист в чарта. В Корея албумът продава 681 924 копия само за месец и оглавява годишната класация на Гаон за най-продаван албум. Главният трак „Blood Sweat & Tears“ (피 땀 눈물) става първият номер едно хит на Би Ти Ес в родната им страна.
През септември 2017 групата издава миниалбума „Love Yourself: 'Her'“, който дебютира на седмо място в Билборд 200, с което стават първият азиатски артист в историята на класацията в топ 10. Главният трак „DNA“ влиза в Billboard Hot 100 под позиция 85, с което стават третите корейски изпълнители, влезли в класацията, след Сай и Уондър Гърлс, но първите с изцяло корейска песен.
През ноември Бангтан създават кампанията End Violence, като проект с UNICEF срещу насилието над млади хора.
Към юли 2018 г. кампанията има събрани над 1 млн. щатски долара.
През май 2018 излиза третият им студиен албум „Love yourself: 轉 Tear“, който оглавява класацията Billboard 200, превръщайки се в първия к-поп албум и първия азиатски албум постигнал това. Главният трак „Fake Love“ попада на десето място в Billboard Hot 100.

## Членове
- Ким Нам-джун (RM)
- Мин Юн-ги (Шуга)
- Чонг Хо-сок (Джей-Хоуп)
- Пак Джи-мин (Джимин)
- Ким Те-хьонг (Ви)

- Ким Нам-джун (на корейски: 김남준), по-известен като RM (Ар Ем) е роден на 12 септември 1994 г. (30 г.) в Илсан. RM е лидер, главен рапър и един от продуцентите и композиторите на Би Ти Ес. През 2015 прави соловия си дебют с микстейпа RM. През ноември 2017 официално сменя сценичното си име от Рап Монстър на RM. Има соло колаборации с Wale – Change, Fall Out Boy – Champion(REMIX), Warren G – P.D.D, Gaeko – Gajah, MFBTY – Buckubucku.
- Ким Сок-джин (на корейски: 김석진), по-известен само като Джин (Коригирана романизация на корейския език: Jin), е роден на 4 декември 1992 г. (32 г.) в Гуачон. Джин е главен вокалист и „лице“ на Би Ти Ес.
- Мин Юн-ги (на корейски: 민윤기), по-известен като Шуга (на английски: Suga) и Agust D, е роден на 9 март 1993 г. (32 г.) в Тегу. Шуга е водещ рапър на Би Ти Ес. Той е и част от продуцентите и композиторите за групата. През август 2016 прави соловия си дебют с микстейпа Agust D.
- Чон Хо-сок (на корейски: 정호석), по-известен като Джей-Хоуп (на английски: J-Hope), е роден на 18 февруари 1994 г. (31 г.) в Куанджу. Джей-Хоуп е водещ рапър, главен и субвокалист танцьор на Би Ти Ес. И той е част от продуцентите и композиторите за групата. През март 2018 прави соловия си дебют с микстейпа Hope World.
- Пак Джи-мин (на корейски: 박지민) е роден на 13 октомври 1995 г. (29 г.) в Пусан. Джимин е водещ танцьор и водещ вокалист на Би Ти Ес.
- Ким Те-хюнг (на корейски: 김태형), стейдж име V (на английски: V), е роден на 30 декември 1995 г. (29 г.) в Тегу. Ви е водещ вокалист, водещ танцьор и лице на групата.
- Чонг Чонг-гук (на корейски: 전정국), по-известен като Джънгкук (на английски: Jungkook), е роден на 1 септември 1997 г. (27 г.) в Пусан.

## Кариера

### 2010 – 2012: Формиране на групата
Първите членове на Би Ти Ес са открити чрез прослушвания на компанията през 2010 и 2011 година. Преди настоящият състав да се формира са били подбрани други членове, но от тях остава само RM. Преди дебюта си през 2013, Намджун е ъндърграунд рапър и реализира музика неофициално. Джин е студент по филмово изкуство, когато е отрит случайно и поканен на прослушване. Шуга също е активен като ъндърграунд рапър, но в Тегу. Джей Хоуп е част от танцова група, която също е активна ъндърграунд. Джимин е отличен възпитаник по модерни танци на гимназията по изкуства в Пусан, но след като е приет в компанията, заедно с Техьонг който е прослушан в Тегу, се местят в училището по изкуства в Сеул. Чонгкук е прослушан от няколко компании, след като напуска шоуто „Superstar K“, но избира Big Hit, след като се запознава с Намджун и творчеството му.
Година и половина преди дебюта си момчетата започват да си изграждат име, създавайки връзка с фенове чрез Туитър, влогове, фен кафета и реализирайки кавъри в Ютюб и SoundCloud.

### 2013: „2 Cool 4 Skool“ – дебют; "O! R u L8 2?“; „Skool luv affair“ – Училищната трилогия
Първият от трилогията е сингъл албумът "2 Cool 4 Skool“, който излиза на 12 юни 2013. Заедно с албума групата реализира синглите „No More Dream“ и „We Are Bulletproof pt.2“, които изпълняват на дебютния си стейдж в M Countdown ден по-късно. Албумът дебютира под номер 19 в седмичната класация на Гаон, а в годишната се класира под номер 65 с 24 441 продадени копия. „2 cool for skool“ влиза в класацията Billboard World Digital Songs под номер 14. Също така достигаа до 5 място в месечната класация на Гаон за юли месец по време на промоциите на „We are bulletproof pt.2“.
На 11 септември групата издава първия си миниалбум „O!RUL8,2?“ (Oh! Are You Late Too?). Албумът дебютира на четвърта позиция в седмичната класация на Гаон и на 55-а в годишната. С „O!RUL8,2?“, Бантан издават като главен трак – „N.O(No offense)“, а по-късно промотират и „Attack On Bangtan“ (진격의 방탄). Албумът дебютира на 11 позиция в септемврийския чарт на Гаон. Към 2017 албумът има продадени над 100 000 копия.
През същия месец групата участва в собствено реалити шоу „Rookie King: Channel Bangtan“. Сюжетът на шоуто е изграден върху фалшив канал Бантан, в който групата пародира популярни корейски шоута. С първите две части на трилогията „училище“ групата печели няколко награди, включително категориите за новодошли на Сеулските музикални награди и Златен диск.
На 12 февруари 2014 излиза и третата част на трилогията озаглавена „Skool Luv Affair“. Първият издаден сингъл е „Boy in Luv“ (상남자), придружен с видеоклип, който излиза ден преди самото реализиране на албума. Албумът дебютира на 3 място в Billboard World Album Chart.
Албумът дебютира на първа позиция в Гаон с продадени над 200 000 копия, а след реализирането на видеоклипа към сингъла „Just One Day“ (하루만) в началото на април месец влиза в топ 3.„Boy in Luv“ се класира на 45-а позиция в дигиталната класация на Гаон, а „Just One Day“ на 96-а в мобилната. В класацията на Билборд за сингли достигат 5-а и 25-а позиция съответно. Месец по-късно Би Ти Ес издават репакедж версията „Skool Luv Affair Special Addition“, която съдържа сингъла „Miss Right“ и ремикс на „I Like It“ (оригиналът на песента е част от „2 Cool 4 Skool“). „Skool Luv Affair“ става 20-ият най-продаван албум в Корея за 2014 с 86 004 продадени копия.
В началото на юни групата издава японската версия на „No More Dream“, като първи японски сингъл. Песента се изкачва до осма позиция на националната класация Орикон. Малко по-късно през месеца групата участва във фестивала „Bridge to Korea“, проведен в Русия, за да развива туризма в двете страни. Бангтан са съдии на кавър танци и също изпълняват някои от песните си пред публиката. През август участват и в ежегодния фестивал KCON, който през 2014 се провежда в Лос Анджелис.
През август Бантан издават първия си студиен албум „Dark & Wild“ с главен трак „Danger“. Албумът се класира на трето място в месечната класация на Гаон, а в края на 2014 заема позиция 14 в годишната класация, продавайки 100 906 копия През октомври групата реализира клип към сингъла „War of Hormone“. Синглите от албума преповтарят успеха на „Skool Luv Affair“ в класациите на Билборд и Гаон. „Dark & Wild“ им носи награда Бонсанг от 29-ите награди Голдън Диск и Сеулските музикални награди.
През октомври групата тръгва на турнето „BTS Live Trilogy-Episode II: The Red Bullet“ от Сеул на 17, 18 и 19 октомври и продължава през ноември в Кобе, и в Япония, и през декември в Манила, Сингапур, и Банкок.
В края на декември Бантан издават първия си японски студиен албум „Wake Up“, който съдържа японски версии на техни предишни песни и две, написани за албума – „The Stars“ и „Wake Up“. Албумът дебютира на втора позиция в седмичната класация на Орикон. Като сингли се реализират и „Boy In Luv“ и „Danger“.

### 2015 – 2016: Трилогиите „The Most Beautiful Moment in Life“, „The Red Bullet“, „Youth“ и пробив с „Wings“
В периода 10 – 19 февруари 2015 Би Ти Ес тръгва на първото си японско турне „Wake Up: Open Your Eyes tour“. Групата събира публика от 25 000 души в Токио, Осака, Нагоя и Фукуока. На 28 март групата се връща в Сеул за концерта „BTS Live Trilogy – Episode 1: BTS Begins“, където двудневното шоу събира публика от 6500 души.
В края на април Бантан издават първата част от новата си трилогия „The Most Beautiful Moment in Life, Part 1“ с главна песен „I Need U“. Албумът се класира на първо място в седмичната класация на Гаон и на второ в световните албуми на Билборд. „I Need U“ стига до пета позиция в Гаон, което го прави първият сингъл на групата, влязъл в топ 10 на класацията, и им носи първата награда от музикалното шоу „The Show“ на 5 май. Албумът става шестият най-продаван албум в Корея за годината с над 200 000 копия, а „Fuse“ го поставя на 24-та позиция в класацията си „27 Best albums we've heard in 2015...so far“, като става единственият кей поп албум за 2015, влязъл в класацията. Джеф Бенджамин коментира относно албума: „Момчетата са създали своята най-добра работа до този момент и са направили това, като са намерили баланс. „I Need U“ започна нежно, със синтезатор, преминавайки във взривяващ се припев.“
В началото на юни, Би Ти Ес издават видеоклип към четвъртия си японски сингъл „For You“, за да отпразнуват година от дебюта си на японска сцена. На 23 юни, групата реализира музикално видео към следващия си корейски сингъл „Dope“ (쩔어). Сингълът не се представя добре на корейските класации, но два месеца по-късно се класира на трето място в Билборд, а по-късно и става първия им видеоклип, достигнал 100 милиона гледания в платформата Ютюб. Междувременно „2015 Live Trilogy Episode: The Red Bullet“ продължава в Малайзия, Австралия, Латинска Америка, САЩ, Тайланд и Хонконг. За концерта в Сидни местният сайт „Hello Asia“ хвали момчетата: „Бангтан наистина се доказаха като невероятни изпълнители – вокалистите бяха на върха, рапърите бяха невероятни, а танците във впечатляваща синхронизация“.
На 29 ноември Би Ти Ес издават сингъла „Run“, а ден по-късно и „The Most Beautiful Moment in Life, Part 2“. Албумът е най-продаваният за месец ноември 2015 в Корея, а в Билборд става най-дълго задържалия се кей поп албум, прекарвайки 4 седмици в класацията „World Albums“. „Run“ се класира под осма позиция в Корея и печели общо 5 награди от музикалните шоута „Music Bank“, „Show Champion“ и „The Show“. „The Most Beautiful Moment in Life, Part 2“ става петия най-продаван албум за 2015 година в Корея с над 370 000 продажби.
В края на годината групата печели в категорията „Best World Perfomer“ на МАМА наградите и Бонсанг за „The Most Beautiful Moment In Life, Part 1“. В началото на декември групата реализира и японската версия на „I Need U“, като пети сингъл.
На 15 март 2016 групата издава шестия си японски сингъл „Run“. Сингълът достига до второ място в дневната класация на Орикон и Billboard Japan Hot 100, продавайки над 133 469 копия, за което е златно сертифициран от Асоциацията на звукозаписната индустрия в Япония.
На 2 май Бангтан издават първата си компилация, озаглавена „The Most Beautiful Moment in Life: Young Forever“. Освен избрани песни от предишните две части на трилогията, албумът съдържа няколко ремикса и новите сингли „Epilogue: Young Forever“, който е реализиран на 19 април, „Fire“, издаден с компилацията и „Save Me“, който излиза на 15 май. И трите сингъла са придружени с видеоклип. Албумът оглавява седмичната и месечната класация на Гаон, а в Япония става седемнайсетият най-продаван албум за май месец и успява да се класира в три класации на Билборд, като най-високата позиция е втора в „US World Albums“. В края на 2016 е четвъртият най-продаван албум в Корея с 368 369 продажби. От синглите най-добре се представя „Fire“, която стига до седма позиция в Гаон, единайсета във Финландия, а в Билборд „Fire“, „Save Me“ и „Epilogue: Young Forever“ заемат съответно първите три места. За „Fire“ Fuse коментира, че песента среща с най-впечатляващия рап дотогава на Би Ти Ес и Джей-Хоуп, който „особено блести в началото“, а танцът определя като „определено най-напрегнатият досега.“ За промоциите на албума групата тръгва на азиатското турне „The Most Beautiful Moment in Life On Stage: Epilogue“. Турнето започва от 7 май в Сеул и продължава в Тайпей, Котай (Макао), Нанкин, Осака и Нагоя, Манила, Банкок и приключва на 14 август в Токио, като продава повече от 144 000 билета. През юни и юли групата отново е част от музикалния фестивал KCON.
На 7 септември е издаден вторият японски студиен албум на групата, озаглавен „Youth“. Албумът оглавява дневната и седмичната класация на Орикон, продавайки за ден 44 547 копия, а общо бройката минава 100 000, за което е сертифициран със злато от RIAJ.
От 4 до 13 септември в Ютюб канала на Big Hit започват да се реализират индивидуални клипове на момчетата. Клиповете са именувани на соловите песни, които се съдържат в предстоящия албум и са вдъхновени от романа „Демиан“ на Херман Хесе. На 10 октомври групата издава втория си корейски студиен албум „Wings“ с главна песен „Blood Sweat & Tears“ (피 땀 눈물). На пресконференцията, относно въпрос за концепцията на албума, RM отговаря: „Колкото по-трудно е да се противопоставиш на изкушението, толкова повече мислиш за него и се двуумиш. Главната песен показва как мислим, избираме и порастваме“. На 28 септември са пуснати предварителните продажби на „Wings“, които през първата седмица стигат 500 000 копия. „Wings“ става най-високо класиралия се и най-продавания кей поп албум в Америка, дебютирайки на 26-а позиция в Билборд 200 (предишен рекорд 61-ва позиция 2NE1 – Crush). „Wings“ се класира и в „UK Albums Chart“ под 62 позиция, като става първия корейски албум, влязъл в класацията. Малко след излизането на албума, момчетата оглавяват „Social 50 Chart“ на Билборд, като стават вторите корейски изпълнители, след Сай, които стигат до първата позиция. В Корея албумът постига „all-kill“ успех и става най-продавания албум в историята на Гаон. Всичките 15 песни от албума влизат в топ 50 на дигиталната класация, продавайки общо повече от милион копия. „Blood Sweat & Tears“ става първата им песен, оглавила Гаон. Клипът към сингъла събира 10 милиона гледания за по-малко от 42 часа, а през февруари 2017 достига 100 милиона.
На 12-и и 13 ноември Би Ти Ес организират голяма фен среща „BTS 3rd Muster“. Всичките 38 000 билета за срещата са продадени в рамките на няколко минути. На 19 ноември е обявено новото турне на Бангтан „2017 BTS Live Trilogy Episode III: The Wings Tour“, което се очаква да посети страни от Азия, Северна и Южна Америка и Океания. Същият ден Би Ти Ес получават десанг (голямата награда) за „The Most Beautiful Moment in Life: Young Forever“ по време на музикалните награди „Мелон“. По време на МАМА са наградени в две категории – най-добър танц и изпълнител на годината.

### 2017: „You Never Walk Alone“, „The Wings Tour“ и „Love Yourself: 承 Her“
Началото на 2017 за Би Ти Ес започва с две награди от „Златен диск“ в категориите „глобален кей поп изпълнител“ и бонсанг за „Wings“. На Сеулските музикални награди, които се провеждат няколко дни по-късно, Би Ти Ес печелят 4 от 6 награди, за които са номинирани – бонсанг, най-добър танц, албум на годината за „Wings“ и най-добро музикално видео за „Blood Sweat & Tears“.
На 13 февруари 2017 „Wings“ е преиздаден под заглавието „You Never Walk Alone“. Новата версия съдържа четири нови песни: „Spring Day“ (봄날), „Not Today“, „A Supplementary Story: You Never Walk Alone“ и „Wings“. Предварителните продажби стигат 700 000 копия. Албумът оглавява седмичната класация на Гаон и китайската на „QQ Music“, продавайки 144 400 копия в страната на пандата. В САЩ албумът дебютира на 61-ва позиция в Билборд 200, на първо в класацията за световни албуми, на 35-а позиция в канадската класация и 19-а в независими албуми. Синглите „Spring Day“ и „Not Today“, които са придружени с видеоклип, се позиционират на първо и шесто съответно в Корея и първо за „Spring Day“ в „US World Digital Song Sales“. За да промотира албума, групата тръгва на турнето „2017 BTS Live Trilogy Episode III: The Wings Tour“, което започва с двудневен концерт в Сеул на 18 и 19 февруари. Турнето продължава в Чили, Бразилия, САЩ, Тайланд, Индонезия, Филипините Австралия, Хонконг и Япония. Билетите за концертите в САЩ се продават за няколко минути, затова компанията добавя още два в Нюарк и Анахайм. Според Puntoticket, чилийската компания за продажба на билети, турнето на групата е едно от най-продаваните в историята на Чили, като само Маруун Файв са продали толкова бързо билети. В Бразилия повече от 50 000 хиляди фена се опитват да купят 14 000 билета, което принуждава феновете да протестират срещу компанията организатор.
На 10 април 2017 Билборд обявява номинациите за „2017 Billboard Music Awards“. Би Ти Ес за номинирани в категорията „Top Social Artist“. След като Бангтан водят в класацията с огромна преднина, са поканени на наградите, а няколко дни по-късно, списанието пише статията „5 причини, поради които ARMY's са най-добрите фенове“. На 21 май Бангтан печелят наградата, ставайки първата корейска група, която е номинирана и спечелила награда от Билборд.
На 5 юли групата издава кавър на „Come Back Home“ по случай 25-годишнината на Со Тайджи и момчета. Кавърът дебютира на десета позиция в Гаон.
На 10 август групата започва да реализира постери в социалните мрежи и официални си страници, които промотират нов албум. От 15-и същият месец групата започва с издаването и на кратки филми през 5 дни. В изявлението на компанията, потвърждаващо новият албум, концепцията на албума е описана като „младежи, които се влюбват“. На 4 септември е реализиран клип към интрото на албума „Serendipity“, изпълнено от Джимин. От 25 до 31 август, компанията отговорна за издаването на албума, пуска предварителни поръчки. За периода, албумът записва 1 051 546 броя, което прави Бангтан първата кей поп група, достигнала милион предварителни поръчки. Албумът и видеоклипа към главната песен „DNA“ излизат на 18 септември. „Love Yourself: 'Her'“ оглавява класацията на iTunes за топ албуми в 73 страни – най-високия резултат от корейски артист. „DNA“ се класира на първо място в 29 страни. Албумът дебютира на седмо място в Билборд 200, с което Бантан минават собственият си рекорд, преди поставен от „Wings“, който достига до 26-а позиция. Така „Love Yourself: 'Her'“ става първият кей поп албум, влязъл в топ 10 на класацията, и общо вторият азиатски. „DNA“ дебютира под номер 85 в Billboard Hot 100, с което стават вторите изпълнители, влезли в класацията с песен на корейски език.
Малко след издаването на албума си Би Ти Ес и УНИЦЕФ започват кампания против насилието озаглавена „Love Myself“. В следващите две години групата ще участва в кампанията и ще дари 3% от печалбата на албума „Love Yourself: 'Her'“. Няколко дни по-късно от Американските музикални награди потвърждават участието на BTS на наградите. По време на церемонията, групата изпълнява главната песен „DNA“, с което стават първата кей поп група, поканена на наградите.
На 22 ноември от Световните рекорди на Гинес обявяват, че ще включат Би Ти Ес в книгата си с рекорди за 2018 като музикалната група с най-много туитове. Два дни по-късно, групата реализира клип към ремикс версията на „Mic Drop“. Ремиксът е дело на Стийв Аоки и Desiigner като непосредствено след реализирането си оглавява Itunes в повече от 60 страни. Първото изпълнение на живо на ремикса, е когато момчетата дават интервю за Елън Дедженеръс в нейното шоу на 27 ноември.

### След 2018
През януари Би Ти Ес получават първия си Double Platinum сертификат от RIAJ (Асоциация на звукозаписната индустрия в Япония) за „Mic Drop/DNA/Crystal Snow“ – единствения чуждестранен сингъл през 2017 с над 500 000 продажби. Получават също и сертификат за класацията на Oricon. По-късно същия месец стават първия изпълнител извън „Големите три“ да спечели и двете големи награди (Daesang) на Golden Disk Awards. и съответно на Seoul Music Awards. През февруари „Mic Drop remix“ и „DNA“ получават златни сертификати от RIAA. Така Би Ти Ес стават първият и единствен корейски артист с два такива сертификата. На 28 март е премиерата на оригиналните 8-епизодни серии „Burn The Stage“ в Youtube Red, предостаяйки възможността да видим зад кулисите на световното им турне „2017 BTS Live Trilogy Episode III: The Wings Tour“. Излъчването на епизодите продължава до 9 май. На 4 април излиза третият им япоснки студиен албум Face Yourself. Дебютът му на 43 позиция в Billboard 200 го прави най-високо класиралия се японски албум в историята на класацията. По-късно същия ден е публикувано 9-минутно видео със заглавие „Euphoria“, което се казва, че е темата на Love Yourself: Wonder.
На 17 април групата е номинирана за втори път за наградата Top Social Artist на 2018 Billboard Music Awards, която по-късно на 20 май печелят, превръщайки се в единствения корейски артист да бъде номиниран и да получи наградата две години подред. Правят първата си поява в шоуто като изпълнители с премиерата на новия си сингъл „Fake Love“ от третия им корейски студиен албум „Love yourself: Tear“, издаден на 18 май. Албумът дебютира на първо място в американската класация Billboard 200 със 135 000 еквиваленти на продажба (от които 100 000 чиста продажба), ставайки най-високо класиралият се албум на групата и първият на първо място в американска класация, първия к-поп албум да оглави класацията и най-високо класиралия се албум от азиатски изпълнител. Същата седмица „Fake Love“ се издига до десетата позиция на Billboard Hot 100. Това е най-високата позиция, която песен на Би Ти Ес е достигала, както и първата в топ 10. „Fake Love“ е 17 песен, която не е на английски, достигнала топ 10 и първата за к-поп група. Песента също така попада на седмо място в класацията Billboard Streaming Songs, първият сингъл да влезе в топ 10 след Сай и песента му със Snoop Dog „Hangover“ от 2014 година. „Love yourself: Tear“ влиза под номер 8 в Британската класация за албуми, първият топ 10 на момчетата в страната.
На 17 юли групата обявява предстоящото излизане на втория си албум компилация Love Yourself: Answer, 24 август 2018. В албума са включени седем чисто нови песни. Световното им турне „BTS World Tour: Love Yourself“ започва на следващия ден – 25 август в Сеул. За последната си спирка от северноамериканската част от турнето си, BTS ще излязат на Citi Field, превръщайки се в първия корейски изпълнител да пее на стадион в Съединените щати. Всички 40 000 билета за концерта на стадиона бяха разпродадени за по-малко от 20 минути, потвърдиха от Big Hit Entertainment.

## Дискография
| Корейски албуми Студийни „Love Yourself: 轉 Tear“ (2018) „Wings“ (2016) • преиздаден: „You Never Walk Alone“ (2017) „Dark & Wild“ (2014) ЕP „Love Yourself: 承 Her“ (2017) „The Most Beautiful Moment in Life, Part 2“ (2015) „The Most Beautiful Moment in Life, Part 1“ (2015) „Skool Luv Affair“ (2014) • преиздаден: „Skool Luv Affair Special Addition“ „O!RUL8,2?“ (2013) | Японски албуми Студийни „Youth“ (2016) „Wake Up“ (2014) „Face Yourself“ (2018) |

## Турнета
- „BTS World Tour: Love Yourself“ (2018)
- „2017 BTS Live Trilogy Episode III: The Wings Tour“ (2017)
- „The Most Beautiful Moment in Life On Stage: Epilogue“ (2016)
- „The Most Beautiful Moment in Life On Stage“ (2015 – 16)
- „BTS's First Japan Tour-Wake Up: Open Your Eyes“ (2015)
- „2015 BTS Live Trilogy Episode II: The Red Bullet“ (2014 – 15)

## Филмография

### Телевизия
- „BTS GO!“ (2014)
- „American Hustle Life“ (2014)
- „Rookie King: Channel Bangtan“ (2013)

### V Live
- „BTS GAYO“
- „Run BTS!“
- „BTS Bokbulbok“
- „BTS: Bon Voyage“